# Holland (condado de La Crosse, Wisconsin)
Holland es un pueblo ubicado en el condado de La Crosse en el estado estadounidense de Wisconsin. En el Censo de 2010 tenía una población de 3.701 habitantes y una densidad poblacional de 32,67 personas por km².

## Geografía
Holland se encuentra ubicado en las coordenadas 44°0′56″N 91°18′53″O / 44.01556, -91.31472. Según la Oficina del Censo de los Estados Unidos, Holland tiene una superficie total de 113.29 km², de la cual 105.31 km² corresponden a tierra firme y (7.04%) 7.98 km² es agua.

## Demografía
Según el censo de 2010, había 3.701 personas residiendo en Holland. La densidad de población era de 32,67 hab./km². De los 3.701 habitantes, Holland estaba compuesto por el 95.41% blancos, el 0.46% eran afroamericanos, el 0.32% eran amerindios, el 3.13% eran asiáticos, el 0.05% eran isleños del Pacífico, el 0.03% eran de otras razas y el 0.59% pertenecían a dos o más razas. Del total de la población el 0.59% eran hispanos o latinos de cualquier raza.